# İzmit
İzmit (antigament Nicomèdia) és una ciutat de Turquia i centre-capital de Kocaeli. Segons el cens del 2008, té un total de 287.970 habitants. Està situada a la riba de la mar de Màrmara i envoltada d'altes muntanyes. İzmit és el centre administratiu de la província de Kocaeli, en la qual viuen aproximadament 1,4 milions de persones. Els districtes són Saraybahçe i Bekirpaşa. İzmit és, actualment, un important centre industrial que s'erigeix a la banda oriental de la metròpoli d'Istanbul.

## Història
La ciutat va ser fundada amb el nom de Nicomèdia el 264 aC pel rei de Bitínia Nicomedes I com a capital del seu regne. El 74 aC, després de la mort del rei Nicomedes IV Filopàtor, va ser cedida per via testamentària a l'Imperi Romà.
El 183 aC, Hannibal se suïcidava prop de Nicomèdia, al lloc que actualment es coneix com a Gebze.
Plini el Jove va ser governador temporal de Bitínia (111-113), amb capital a Nicomèdia. Plini és conegut pel seu panegíric a l'emperador romà Trajà i les seves cartes (Epistolae), que representen també una font important per la primera història del cristianisme i la seva persecució en l'Imperi Romà.
L'emperador Dioclecià, que havia estat proclamat emperador a prop de la ciutat el 284, va convertir Nicomèdia en la seva residència. Des de Nicomèdia organitzà la persecució de cristians més àmplia de l'Imperi Romà. El 30 d'abril del 311, es publicava a Nicomèdia l'Edicte de tolerància de l'emperador Galeri que feia del cristianisme una religió permesa. Constantí I el Gran morí el 337 a Achyron, un suburbi de Nicomèdia.
Bàrbara de Nicomèdia (màrtir), segurament va viure durant el segle iii a Nicomèdia, igual que la santa Juliana de Nicomèdia. El 1075, Sulayman I ibn Kutalmish, fill de Kutalmiş, va conquerir Nicomèdia. Va pertànyer així breument a l'imperi dels seljúcides fins que va retornar altre cop, el 1085, a mans de l'Imperi Romà d'Orient. El 1338, Nicomèdia va ser presa pels otomans.
El 2 de gener de 1879, feia explosió, a la badia d'Izmit, el vaixell de guerra britànic Thunder. Hi va haver 9 morts.
El 17 d'agost de 1999 va tenir lloc un terratrèmol devastador de magnitud 7,4 en l'escala de magnitud de moment que tenia com a epicentre la ciutat d'Izmit. Aproximadament 17.000 persones van perdre la vida, i 44.000 van resultar ferides. La causa del sisme va ser un desplaçament de la Placa d'Anatòlia, que es troba entre la Placa eurasiàtica i la Placa aràbiga.

## Punts d'interès
- Av Köskü: un edifici de dues plantes, edificat en estil barroc que servia al sultà Abdülâziz com a pavelló de caça. Es troba directament al costat de la torre del rellotge d'Izmit. El 1967 es va transformar en museu. S'hi exposen làpides de l'època hel·lenística, romanes i romanes d'Orient, vestuari, estàtues, busts, escriptures i objectes personals d'Abdülaziz.
- İzmit Kalesi: el castell és sobre un turó al nord d'İzmit. Els murs i l'interior del castell procedeixen de l'època romana.
- Nymphaion: Aquest pou va ser edificat al segle ii pels romans i està dedicat a les nimfes.

## Personalitats conegudes
- Çağla Demirsal
- İbrahim Üzülmez, futbolista turc
- Meral Akşener, política turca, diputada de l'MHP i vice-presidenta de la Gran Assemblea Nacional de Turquia
- Mustafa Koray Avcı, futbolista turc
- Ömer Aysan Barış, futbolista turc
- Özden Öngün, futbolista turc